# سیرایتیا گرسونری
سیرایتیا گرسونری (نام علمی: Siraitia grosvenori) نام یک گونه از تیره کدوییان است.
میوه مانک (به انگلیسی: Monk fruit) به عنوان شیرین‌کنندهٔ طبیعی استفاده می‌شود. عصارهٔ مانک حاوی مقادیری موگروسید (Mogroside) است با شیرینی ۱۵۰ تا ۲۰۰ بار بیشتر از شکر.